# Scalby
Scalby är en ort i civil parish Gilberdyke, i distriktet East Riding of Yorkshire, Storbritannien. Den ligger i grevskapet East Riding of Yorkshire och riksdelen England, i den sydöstra delen av landet, 250 km norr om huvudstaden London. Scalby ligger 6 meter över havet och antalet invånare är 9 462. Scalby var en civil parish 1866–1935 när blev den en del av Blacktoft, Gilberdyke och Newport. Civil parish hade 160 invånare år 1931.
Terrängen runt Scalby är platt. Runt Scalby är det ganska tätbefolkat, med 139 invånare per kvadratkilometer. Närmaste större samhälle är Goole, 12,7 km sydväst om Scalby. Trakten runt Scalby består till största delen av jordbruksmark.